# José Carlos da Áustria
José Carlos da Áustria (em alemão: Joseph Karl Ludwig von Österreich; em húngaro: Habsburg–Lotaringiai József Károly Lajos) (Bratislava, 22 de março de 1833 – Rijeka, 13 de junho de 1905), arquiduque da Áustria e príncipe da Hungria, foi o segundo filho do arquiduque José, Palatino da Hungria e da duquesa Maria Doroteia de Württemberg. Seu pai foi considerado o fundador do ramo húngaro da Casa de Habsburgo, e fazia parte da aristocracia húngara da época, dominando a língua e practicando costumes locais.
Como muitos outros jovens membros de famílias reais, o arquiduque José Carlos entrou para o exército. Ele se tornou o Conde Palatino da Hungria após a morte de seu meio-irmão Estêvão, embora essa posição fosse era meramente simbólica.
Ele foi presidente da Academia de Ciências da Hungria e aprendeu a língua cigana de seus soldados cingaleses. Ele escreveu o primeiro dicionário húngaro-cigano e tentou integrá-lo social, cultural e laboriosamente. Por suas numerosas publicações científicas, dominando as ciências naturais e biologia, em 1896 foi nomeado doutorado honorário da Universidade de Budapeste, bem como em 1897 foi nomeado na Universidade de Kolozsvár, na Transilvânia. Da mesma forma, a Budapest Philology Society e a Japan Society of London nomearam-no como um membro honorário.

## Casamento e filhos

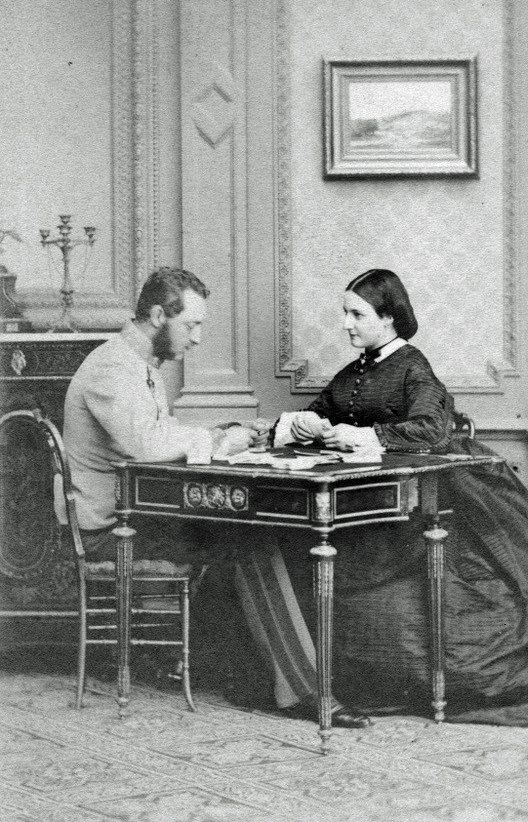
José Carlos e sua esposa Clotilde em 1864.

Em 1864, em Coburgo ele se casou com a Princesa Clotilde de Saxe-Coburgo-Gota (1846-1927), a filha mais velha de Augusto de Saxe-Coburgo-Gota, 5º Príncipe de Kohary e da Princesa Clementina de Orléans, filha do rei Luís Filipe I da França.
Eles tiveram sete filhos:
- Isabel Clementina (1865-1866).
- Maria Doroteia (1867-1932), casada com Filipe, Duque de Orleães.
- Margarida Clementina (1870-1955),, casada com Alberto, 8.º Príncipe de Thurn e Taxis.
- José Augusto da Áustria (1872-1962), casado com Augusta da Baviera (1875–1964).
- László Filipe (1875-1915).
- Isabel Henriqueta (1883-1958), casada morganaticamente com Zoltán Decleva.
- Clotilde Maria (1884-1903).

## Honrarias
- Cavaleiro da Ordem do Tosão de Ouro